# Blanche Reineke

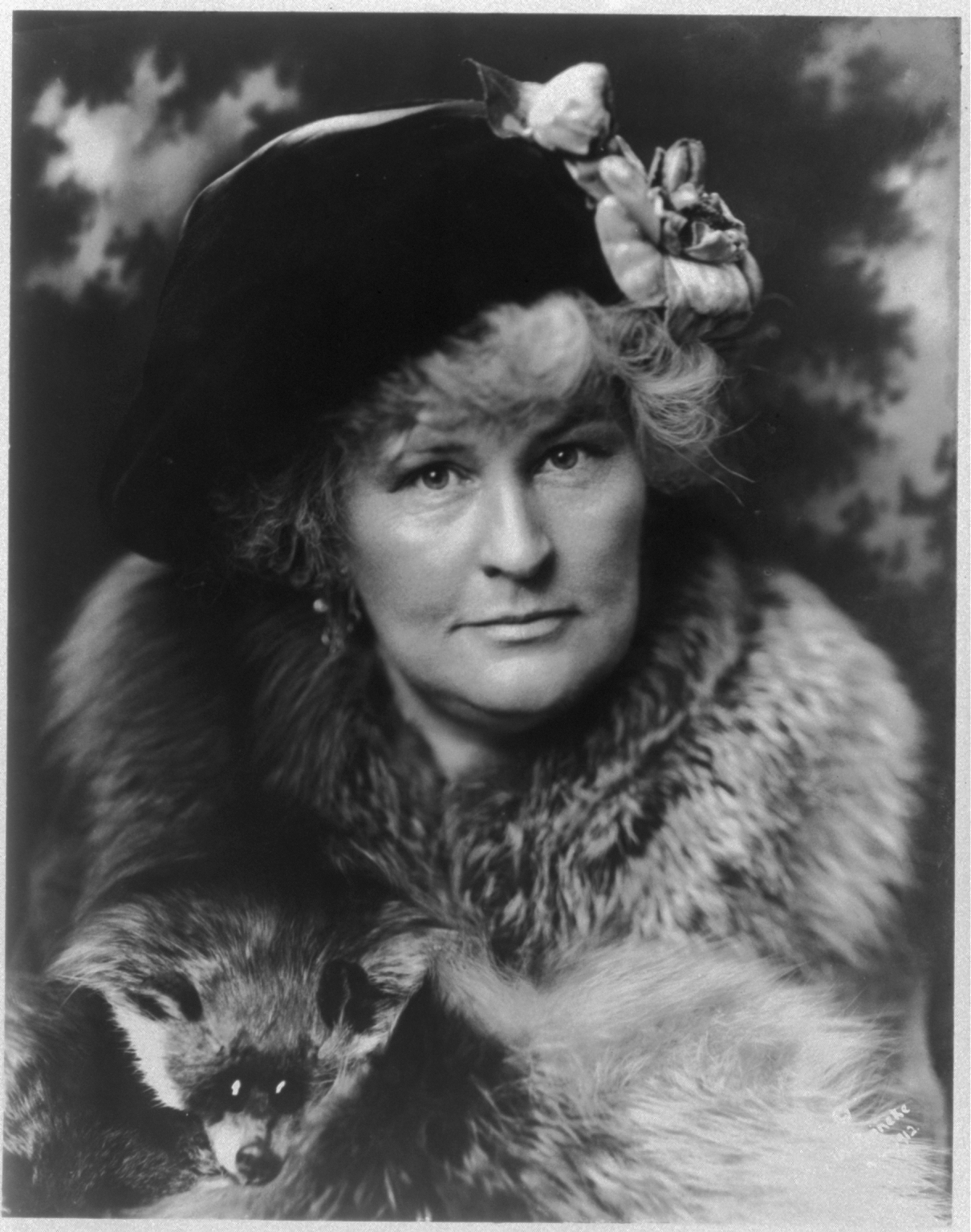
Portrét spisovatelky Winifred Blackové (1869-1936)

Emma Blanche Reineke (8. ledna 1863 Illinois – 9. srpna 1935 Shawnee) byla americká fotografka se sídlem v Kansas City v Missouri. V roce 1914 byla zvolena prezidentkou Ženské federace asociace amerických fotografů, ale funkci odmítla.

## Životopis
Emma Blanche Reineke se narodila v Illinois jako dcera Johna Reinekeho (1835–1924) a Elizy Jane Buckley Reineke (1844–1939). Její otec se narodil v Německu a její matka se narodila v Kentucky. Vyučila se učitelkou a později studovala fotografii v New Yorku.

## Kariéra
Reineke jako mladá žena učila na škole v Girard, Illinois a Ottawa, Kansas. Odešla z učení a stala se asistentkou fotografa E. H. Corwina. V roce 1903 mluvila o fotografii na platformě Chautauqua. Vybudovala si vlastní podnik v Kansas City ve státě Missouri jako portrétní fotografka specializující se na dětské portréty.  „Nikdy se nepokouším pózovat děti před fotografickou kamerou”, vysvětlila, „protože každý jejich pohyb je plný nevědomé, neovlivněné ladnosti.” Portréty dětí od Reineke byly vystaveny v Chrámu dětství na Panamsko-pacifické mezinárodní výstavě v San Franciscu v roce 1915.
Reineke byla v letech 1913 a 1915 zvolena prezidentkou Federace žen Asociace amerických fotografů, ale v obou případech tuto pozici odmítla. Místo toho přijala funkci krajské předsedkyně; sloužila jako tisková zástupkyně v roce 1914 a jako viceprezidentka federace v letech 1912 a 1917. V roce 1921 byla zvolena třetí viceprezidentkou Národní asociace fotografů.

## Osobní život
Reineke byla zakládající členkou Women's Dining Club of Kansas City. Byla prezidentkou Kansas City Women's Commercial Club. V roce 1910 se zúčastnila Třetího národního kongresu ochrany přírody, který se konal ve Washingtonu, D.C. V roce 1922 žila na malé farmě v Shawnee v Kansasu.
Emma Blanche Reineke zemřela v Shawnee v Kansasu v roce 1935 ve věku 72 let.

## Galerie

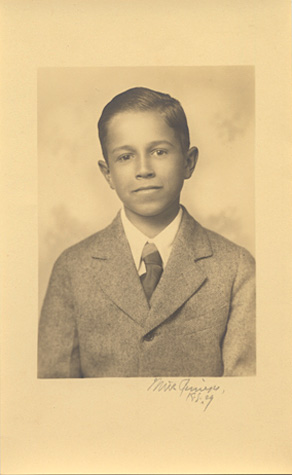
David Douglas Duncan
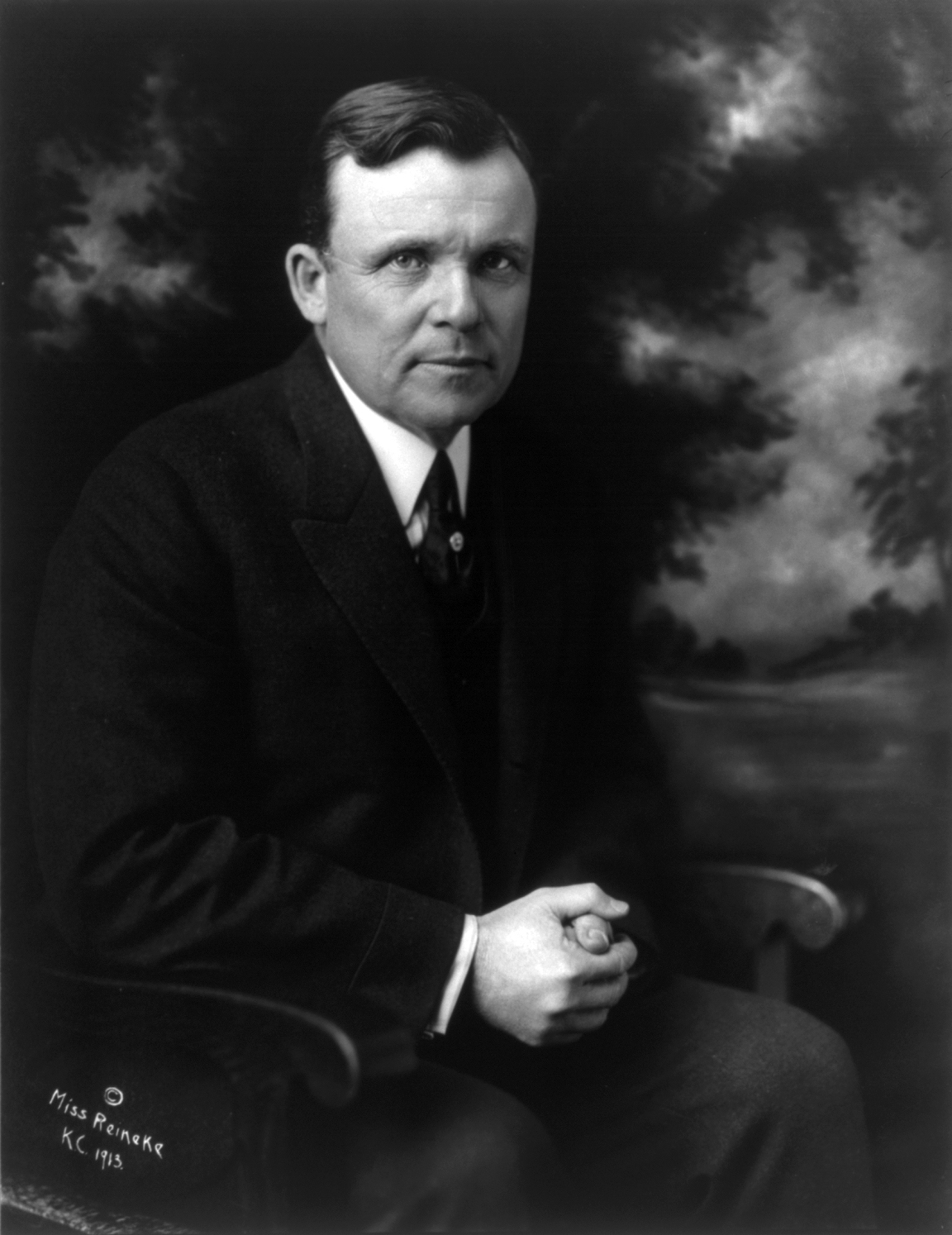
Frank P. Walsh
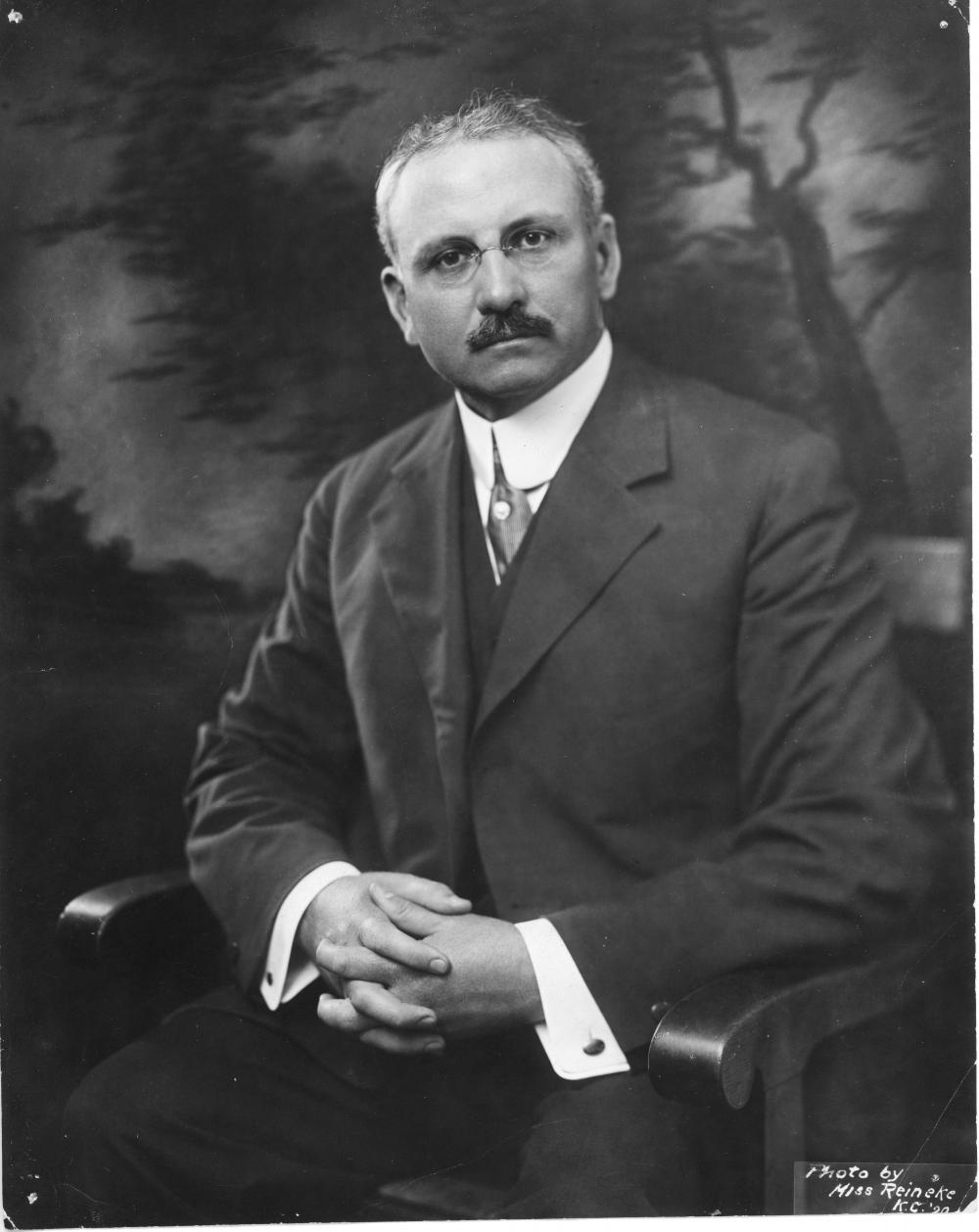
J. W. Perry, 1920
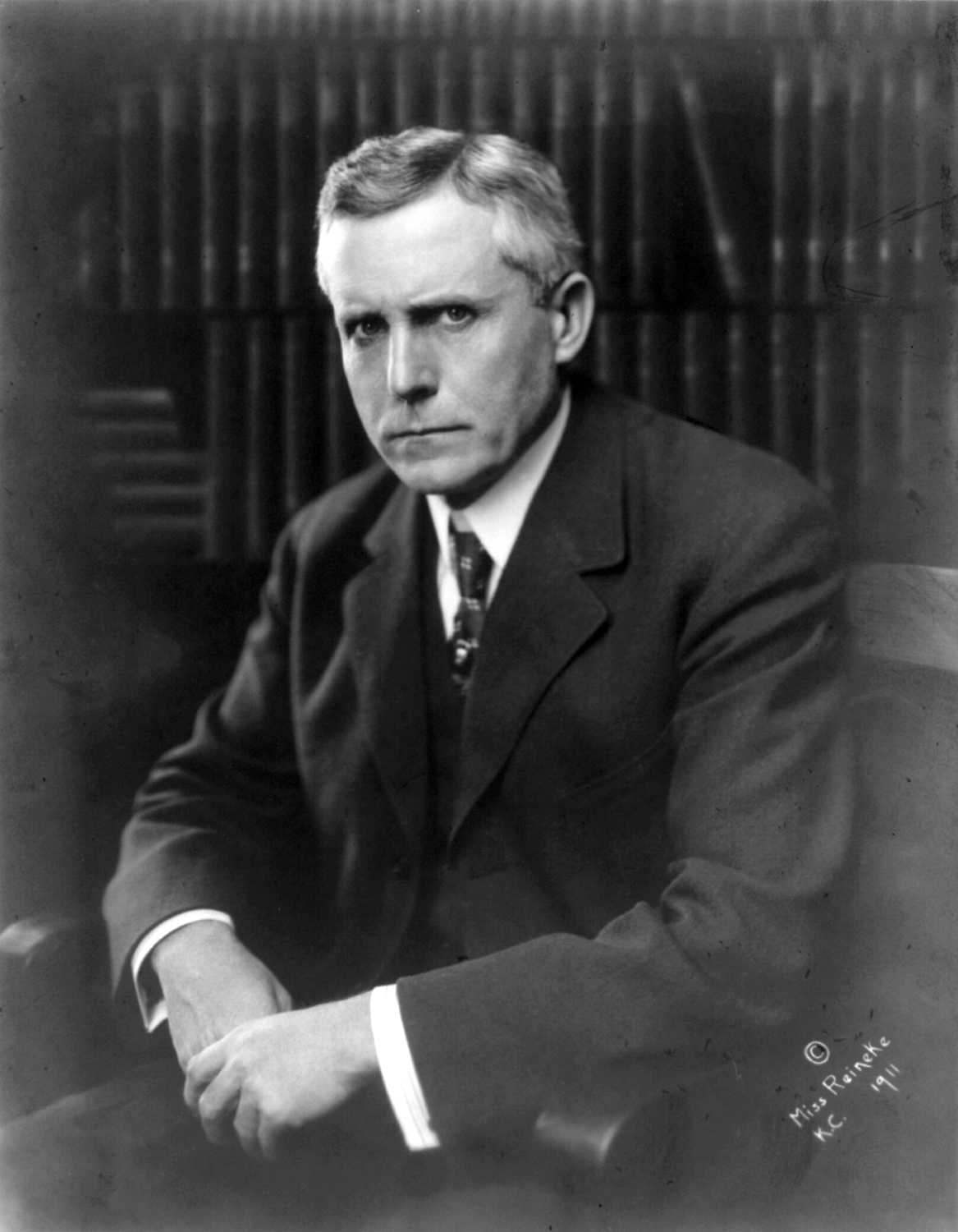
James A. Reed
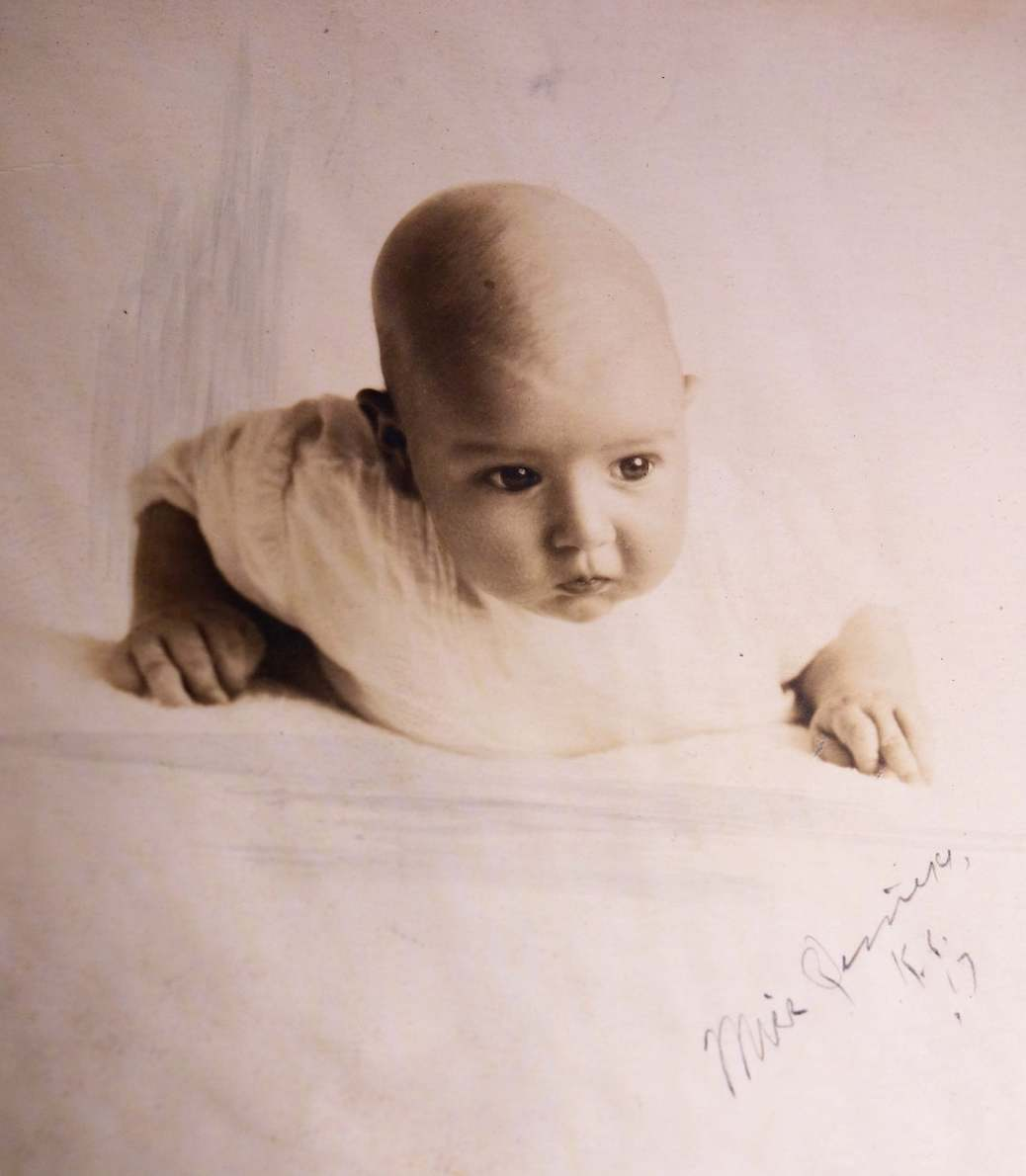
Prone baby, 1917
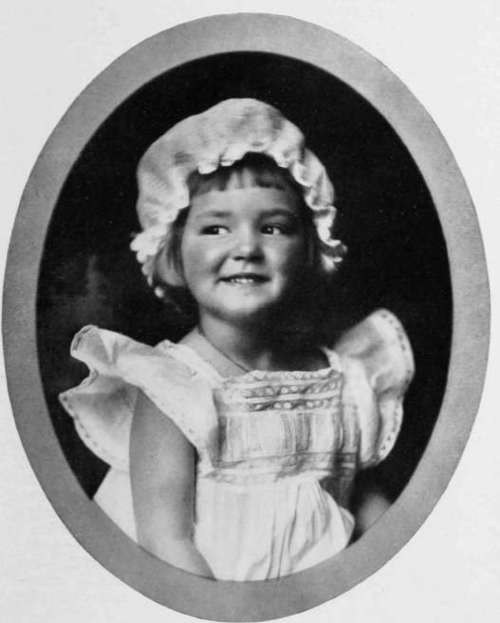
Smiling child in frock and cap
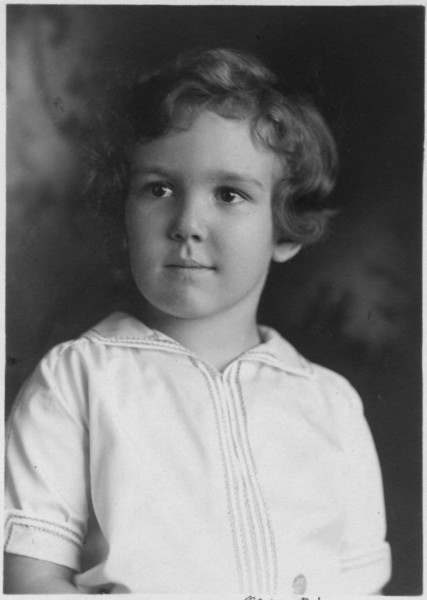
Susan Marty, 1928
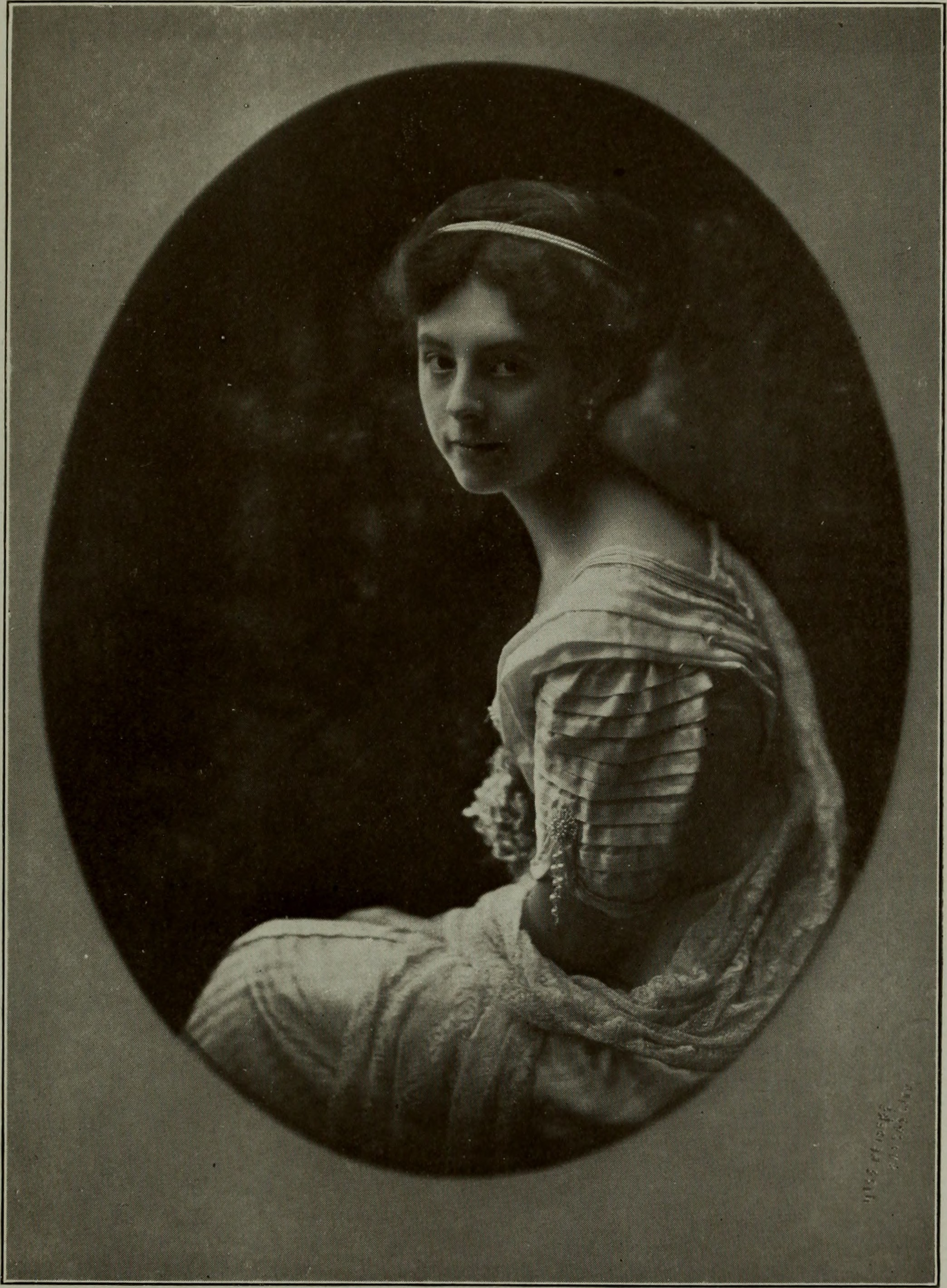
The American annual of photography, 1912
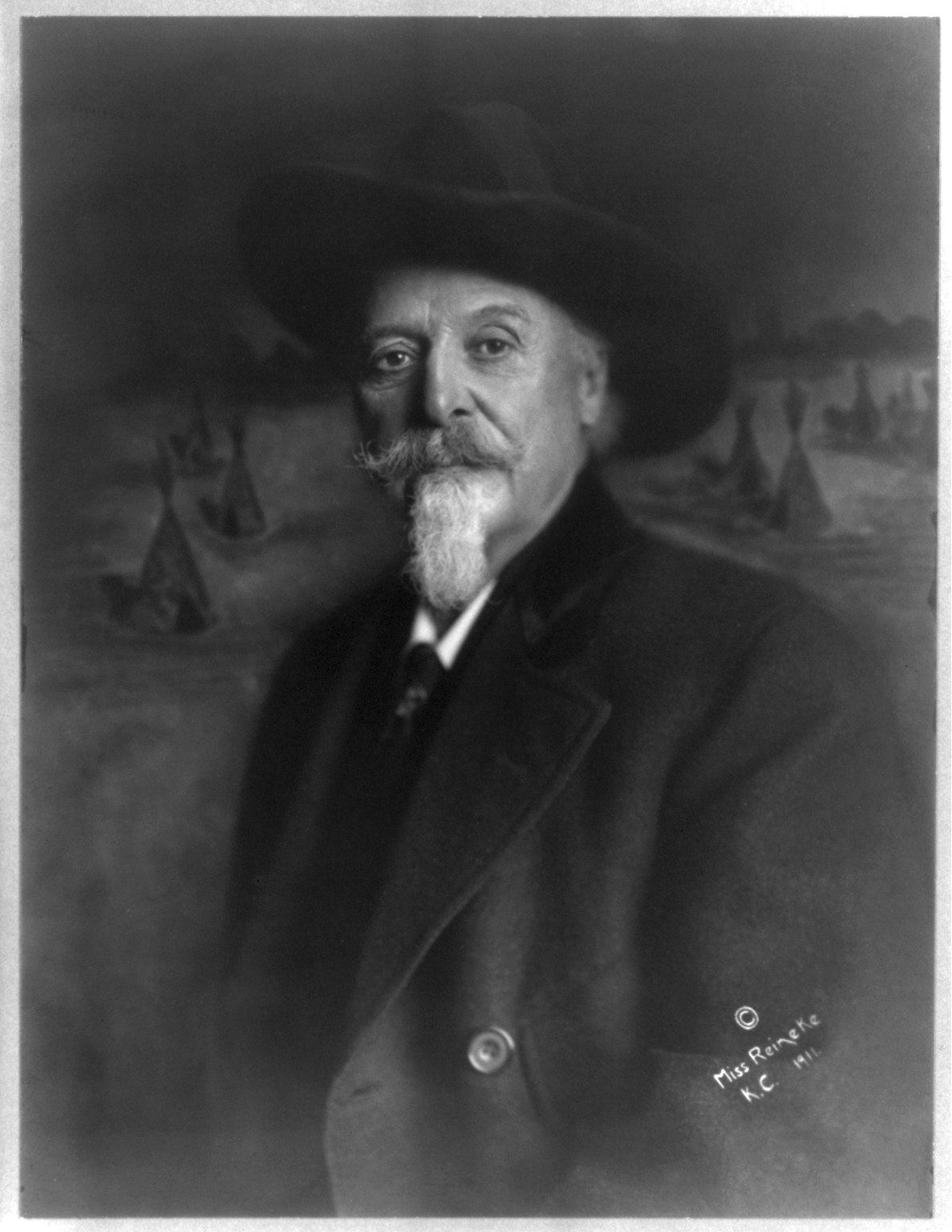
William Frederick Cody, 1846-1917, in front of picture with teepees
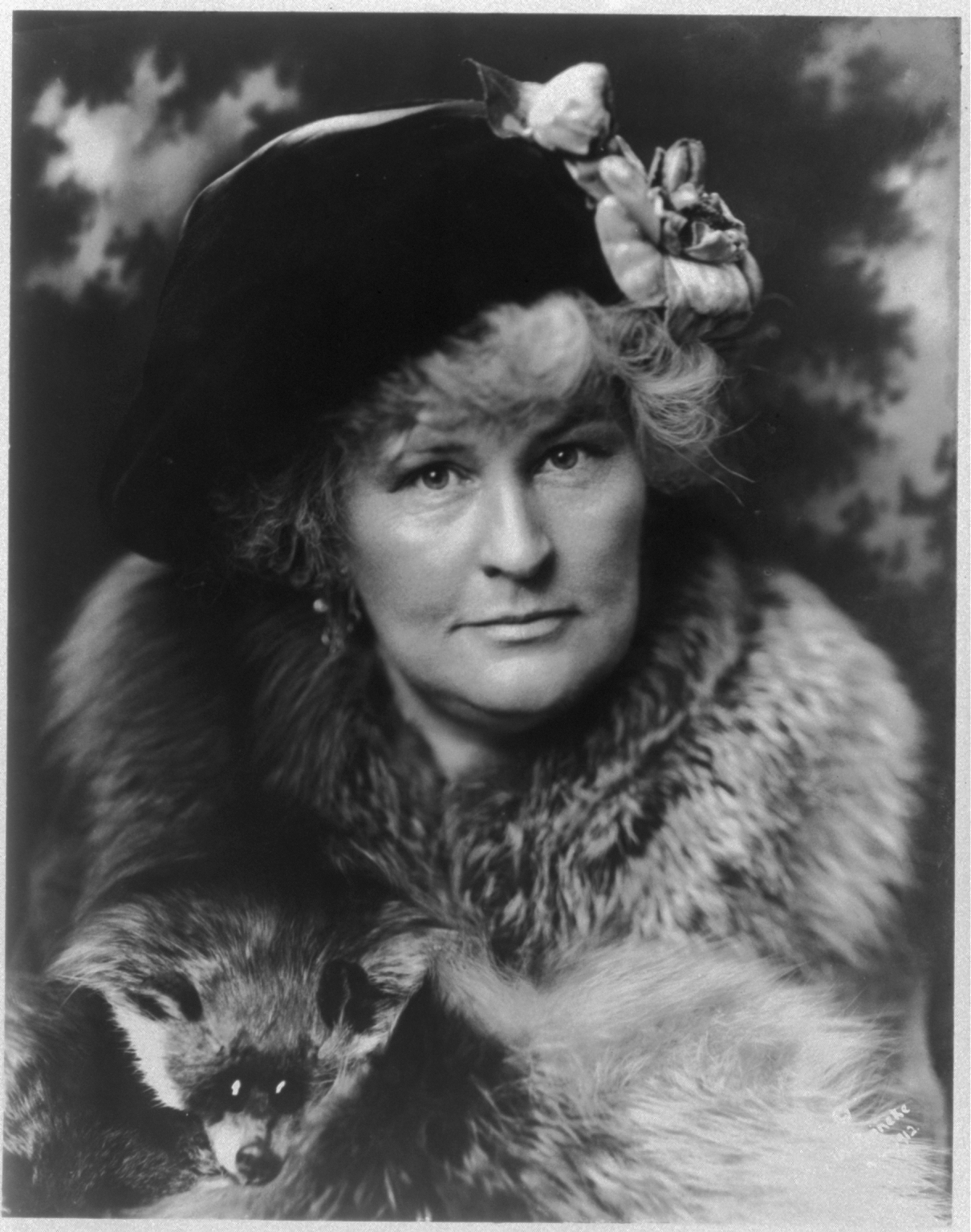
Winifred Black, 1869-1936
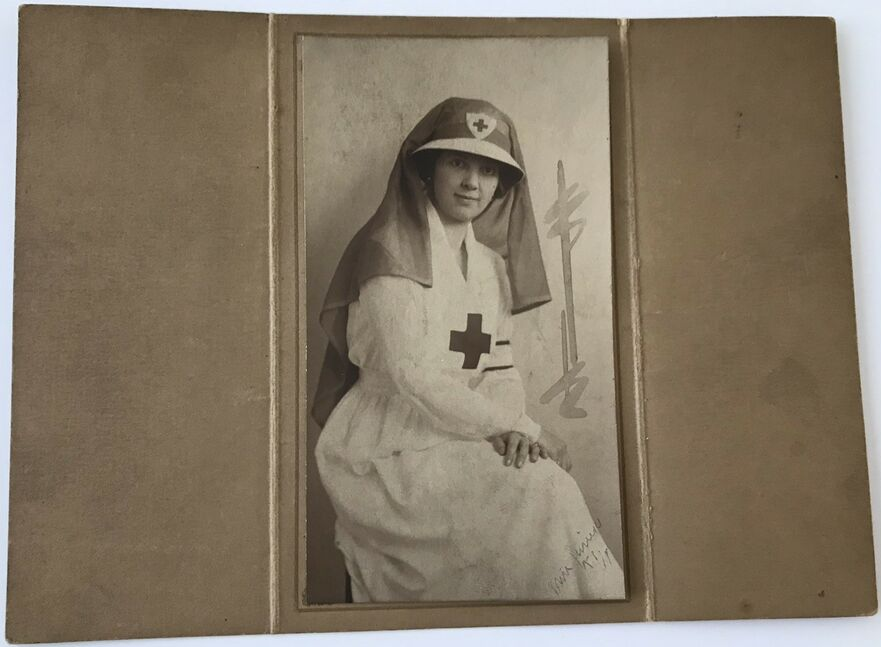
Žena v úboru zdravotní sestry, přibližně za první světové války